# Моћни Џо Јанг
Моћни Џо Јанг (енгл. Mighty Joe Young) је филм из 1998. који је режирао Рон Андервуд, док главне улоге играју: Шарлиз Трон, Бил Пакстон и Раде Шербеџија.

## Радња
Џил је, као дете, била сведок смрти своје мајке и мајке Џоа, бебе гориле, од руке ловокрадица које је предводио Андреј Штрасер; при томе криволовац губи кажипрст. Дванаест година касније, Џил је одгајила Џоа (због његове величине остале гориле га нису прихватиле), и обоје живе у релативном миру, све док директор резервата Грег О'Хара не убеди Џил да ће бити безбеднији од ловокрадица ако се преселе у Сједињене Државе.Државе.
Пар путује у Холивуд у Лос Анђелесу у Калифорнији и осваја срца особља. Тамо Штрасер открива Џил, који је видео извештај о Џоу и жели да освети свој изгубљени прст. Џил не препознаје Штрасера. Штрасер покушава да убеди Џил да ће Џоу бити боље у његовом афричком уточишту. Касније, током забаве, Штрасеров послушник користи ловокрадице да разбесни Џоа. Џо уништава дружину и покушава да нападне Штрасера. Џоа су успавали, ставили у бетонски бункер. Пре одласка, Грег се заљубљује у Џил и љуби је за растанак.
Када Џил сазна да би Џо могао бити успаван, она одлучује да прихвати Штрасерову понуду. Она и сарадници кријумчаре Џоа у камиону на путу до аеродрома, Џил примећује да Штрасерови прсти недостају. Он јој даје до знања да је он криволовац који је убио њену мајку и Џоову мајку. Она се бори са Штрасером и његовим приврженицима, а затим скаче из аутомобила. Џо је угледа, преврне камион на бок и бежи.
У међувремену, Грег је такође препознао криволовца и кренуо за Џоом и Џил. Џо се појављује на фестивалу где прави хаос. Стиже Штрасер и покушава да упуца Џил, избија ватра која узрокује да се панорамски точак поквари. Џо препознаје Штрасера и, спасавајући Џил, баци га на електричне жице, и он је погођен струјом. Џо спасава дете тако што је пао са панорамског точка са њим. Џо преживљава пад и путује назад у Африку да би живео у свом скровишту. Грег и Џил грле се у страсном загрљају.

## Улоге
| Глумац         | Улога                   |
| -------------- | ----------------------- |
| Шарлиз Трон    | Џил Јанг                |
| Бил Пакстон    | Професор Грегори О'Хара |
| Раде Шербеџија | Андреј Штрасер          |
| Реџина Кинг    | Сисили Бенкс            |
| Питер Ферт     | Гарт                    |
| Навин Ендруз   | Пинди                   |
| Дејвид Пејмер  | Хари Рубен              |

## Зарада
- Зарада у САД - 50.632.037 $